# Batuque, the Soul of a People
Batuque, the Soul of a People (título en francés: Batuque, l'âme d'un peuple) es un documental de 2006 escrito y dirigido por Júlio Silvão Tavares sobre el grupo musical de batuque Raiz di Tambarina y las raíces de este género musical en Isla de Santiago, Cabo Verde.

## Sinopsis
Los colonos portugueses llevaron esclavos africanos por primera vez a Cabo Verde en 1462. Estos esclavos llevaron consigo el ritmo cultural y la música que se convertiría en Batuque: una forma musical puntuada por tambores mientras los participantes bailaban en círculo. La danza, reprimida durante la época colonial, ha sido adoptada como símbolo de la identidad cultural de Cabo Verde. La película busca documentar la forma de la danza a través de entrevistas y la actuación del grupo musical Raiz di Tambarina.

## Producción
Fue la primera película de Silvão, quien participó en un curso con la red Africadoc antes de comenzar la producción. Inicialmente fue presentada por Silvão en Senegal, filmada en Cabo Verde y editada en Francia.

## Lanzamiento
Se proyectó en Lisboa en noviembre de 2010, con la presencia del cineasta, antes de presentarse en festivales en Brasil y Estados Unidos. También se proyectó en el Africa in the Picture, Países Bajos, el Festival Internacional de Documentales de Copenhague, Dinamarca, el 24º Festival Internacional de Cine Documental de Ámsterdam, Países Bajos, el festival de cine África en movimiento,  Edimburgo, Escocia, y el Festival de Cine AfryKamera, Polonia.